# ハミルトン・スタンダード
ハミルトン・スタンダード（Hamilton Standard）は、かつて存在したアメリカの航空機プロペラ部品サプライヤー。同社は1929年にユナイテッド・エアクラフト・アンド・トランスポート・コーポレーションがハミルトン航空製造とスタンダード・スチール・プロペラを統合してハミルトン・スタンダード・プロペラ社として設立された。ユナイテッド・エアクラフトにはボーイング、ユナイテッド航空、シコルスキーおよびプラット・アンド・ホイットニーなどの企業も加盟していた。当時、ハミルトンは世界最大の航空機プロペラのメーカーだった。

## 来歴

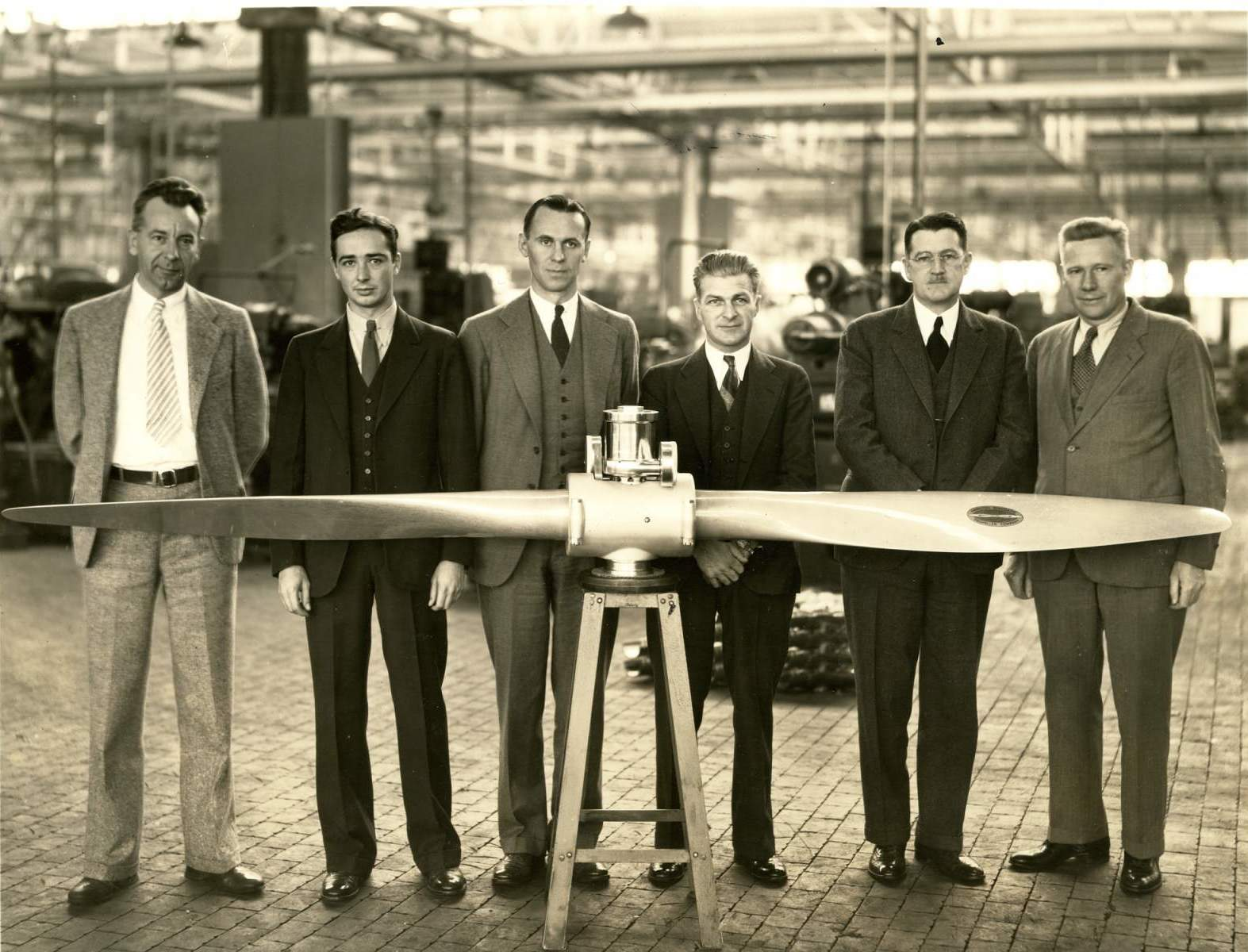
ハミルトン・スタンダードが1933年にコリアー・トロフィーを受賞したチームと共同で製造した1,000個目の可変ピッチプロペラ。

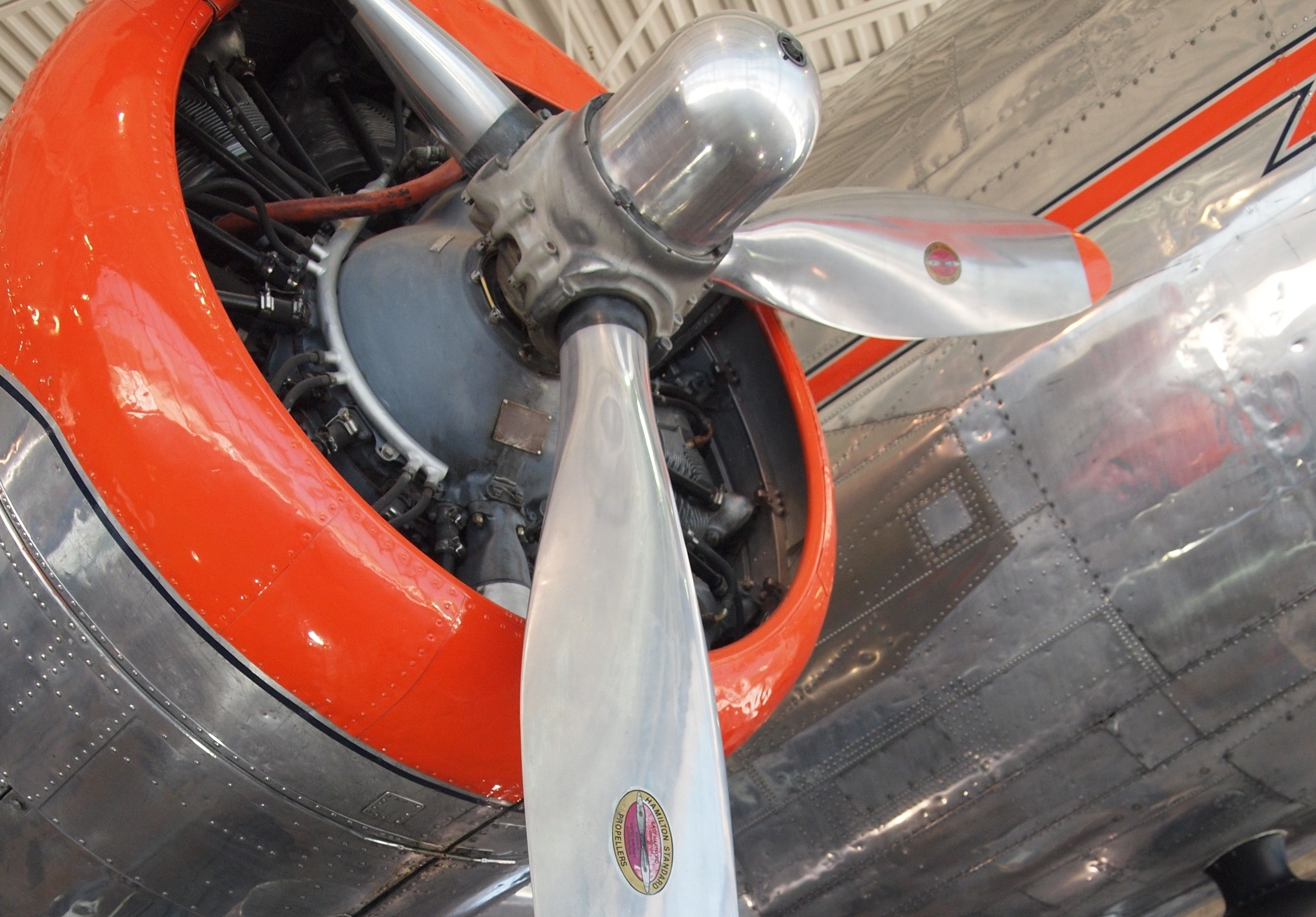
アメリカン航空のダグラス DC-3に搭載されたハミルトン・スタンダード3翅プロペラ

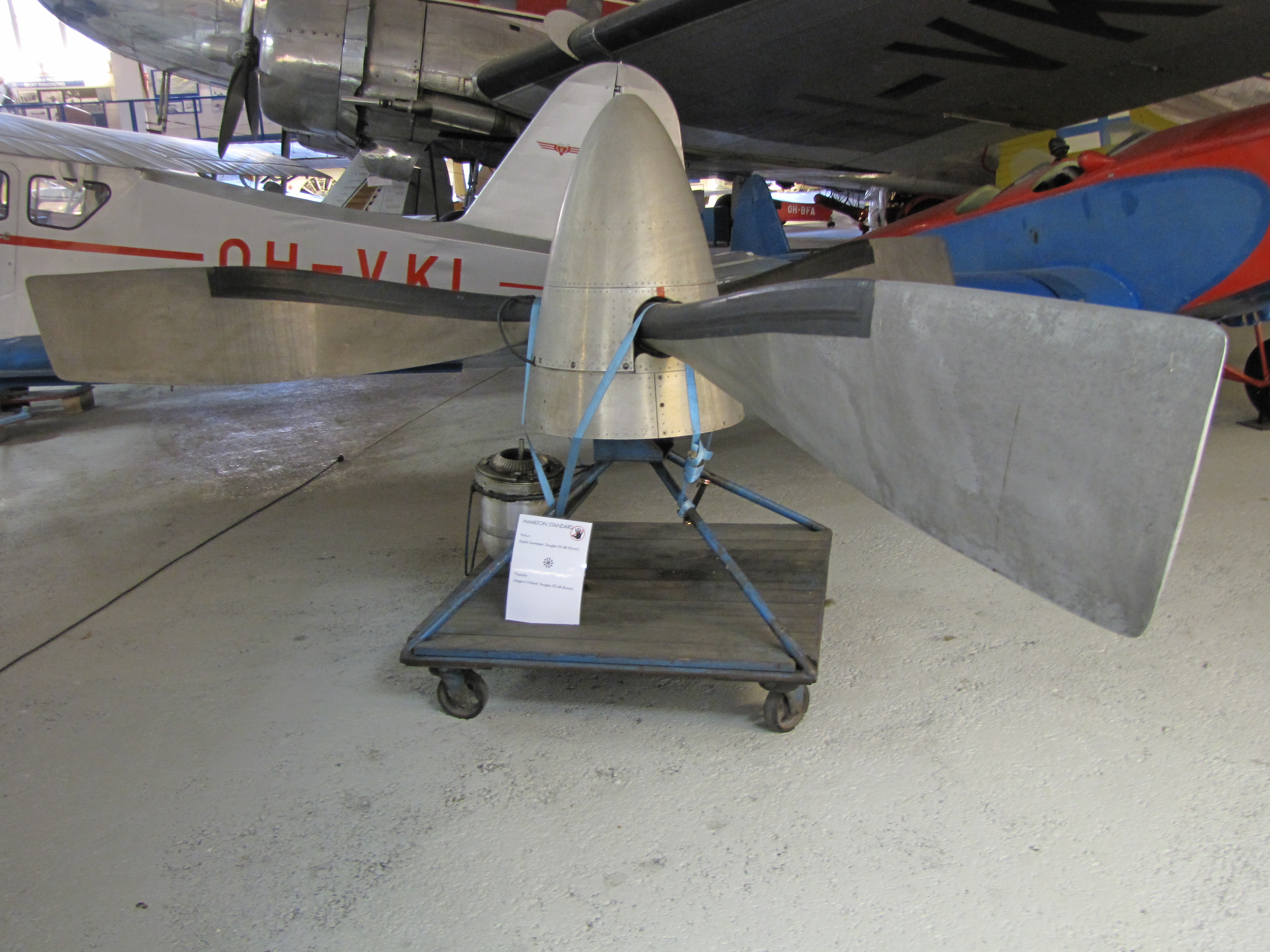
ダグラス DC-6で使用されたハミルトン・スタンダード3翅プロペラ

スタンダード・スチール・プロペラはペンシルベニア州ピッツバーグで1918年に設立され、ハミルトン航空製造は1920年にトーマス・H・ハミルトンによってウィスコンシン州ミルウォーキーで設立された。チャールズ・リンドバーグの「スピリット・オブ・セントルイス」は歴史的な単独大西洋横断飛行でスタンダード・スチール・プロペラが製造したプロペラを使用した。この2社は1929年にユナイテッド・エアクラフト・アンド・トランスポート・コーポレーションによって合併された。
1930年前半に、ハミルトン・スタンダードのフランクリン・W・コールドウェルが、油圧と遠心力を使ってプロペラブレードの仰角を変化させる可変ピッチプロペラの開発チームを率いた。コールドウェルは航空機の推力の進歩に関して1933年のコリアー・トロフィーを受賞した。その後、フルフェザリングおよびリヴァース可能なプロペラへとの進化した。
ハミルトン・スタンダードは、プラット・アンド・ホイットニー（エンジン）とともにユナイテッド・エアクラフト社（1934年）の一部門だった。
1950年代前半位、ハミルトンはジェットエンジンの燃料を正確な計量する技術を開発し、その燃料制御装置はボーイング707やダグラス DC-8、そしてほとんどのプラット・アンド・ホイットニー製ジェットエンジンで採用された。1952年、ハミルトン・スタンダードはコネチカット州ウィンザーロックスに工場を開設した。1958年、ハミルトンの最初の環境制御システムがコンベア880で使われるようになって。1968年、ハミルトンは航空機のキャビン気圧を制御する自動の電子式システムの納入を開始した。1950年代から使用されていたハミルトンの機械式燃料制御装置は電子式燃料制御装置に進化し、最終的に今日では数多くのコミューター、航空会社および軍用のジェットエンジンで使用されている全デジタル電子制御（FADEC）へと進化した。ハミルトンの環境システムとNASAとの初期の提携は、ハミルトン・スタンダードによって製造された環境制御、燃料電池、一次生命維持システムシステムによってサポートされた1969年のアポロ11号の月面着陸で強調された。
1940年にエアロプロダクツ社の買収い起源をもつゼネラルモーターズのプロペラ事業は、1990年にハミルトン・スタンダードによって取得された。

## 合併
1999年、ユナイテッド・テクノロジーズはサンドストランド・コーポレーションを買収し、ハミルトンと合併させてハミルトン・サンドストランドを設立した。サンドストランドは、長年にわたる航空宇宙製品の歴史とポートフォリオを、この新会社に持ち込んだ。ハミルトン・サンドストランドは、ボーイング、エアバス、ボンバルディア、エンブラエルルなど、世界のほとんどの航空機メーカーに航空宇宙部品とシステムを供給し続けている。
2012年にハミルトン・サンドストランドはグッドリッチと合併してUTCエアロスペース・システムズとなった。2018年、ユナイテッド・テクノロジーズはUTCエアロスペース・システムズをロックウェル・コリンズと合併させてコリンズ・エアロスペースを設立した。